# Monts Blackstairs
Les monts Blackstairs (en anglais Blackstairs Mountains et en irlandais Na Staighrí Dubha) sont un massif montagneux s'étendant du nord au sud entre les comtés de Wexford, Carlow en Irlande et culminant à 795 mètres d'altitude au mont Leinster.